# Гриффенфельд, Педер Шумахер
Педер Шумахер, с 1674 граф Гриффенфелль (дат. Peder Schumacher lensgreve Griffenfeld, 1635—1699) — датский политический деятель.

## Биография
Родился в Копенгагене в семье немецкого виноторговца. Образование получил в Лейдене, Утрехте и Амстердаме, а также 3 года учился в Оксфордском университете. Изучал богословие, медицину и право. В 1662 году вернулся в Данию, где поступил на службу при дворе короля Фредерика III и сделал быструю карьеру. С 1663 года занимал должности королевского библиотекаря и архивариуса, с 1664 — наместника короля в Копенгагене. По политическим взглядам был сторонником абсолютизма и в 1665 году выступил в качестве соавтора Королевского закона Дании — правовой основы датской абсолютной монархии, установившего порядок престолонаследия и формализовавшего королевскую власть, закрепившего итоги государственного переворота Фредерика III.
В первые годы пребывания на троне Кристиана V (короля Дании и Норвегии с 1670 года) Шумахер имел огромное влияние на юного короля, который не отличался большим умом, допуская крупные ошибки. Фактически Шумахер в этот период руководил внутренней и внешней политикой Дании. После того как король учредил новые дворянские титулы — графа и барона, Шумахер стал одним из первых людей, возвысившихся благодаря такой системе — он получил титул графа Гриффенфельда в 1670 году (по другим данным — в 1674), в 1674 году стал канцлером. Но в 1676 году Шумахер был арестован по ложному обвинению в государственной измене и взяточничестве. Предстал перед трибуналом, приговорившим его к смертной казни, заменённой пожизненным заключением. Был освобождён в 1698 году, вскоре после освобождения умер.
В его честь названа улица Гриффенфельдсгейт в копенгагенском округе Нёрребро.